# Пурпур, Андрей Яковлевич
Андрей Яковлевич Пурпур (?—1804) — русский военный деятель, генерал-поручик, директор Сухопутного Шляхетского Корпуса.

## Биография
Дата рождения неизвестна, грек по происхождению.
На военной службе находился с 1737 года.
Служил по Инженерному корпусу, с 3 марта 1763 года полковник, с 1766 года являлся членом Канцелярии Главной артиллерии и фортификации и 1 января 1770 года был произведён в генерал-майоры.
20 февраля 1773 года был назначен, вместо Я. Л. фон Бранта, генерал-директором Сухопутного Шляхетского Кадетского Корпуса, только получившего тогда новый устав.
Произведённый в генерал-поручики 17 марта 1774 года, А. Я. Пурпур 28 июня 1778 года был награждён орденом Святой Анны (после разделения этого ордена на степени в 1797 году стал считаться кавалером 1-й степени).
Состоял членом Совета при Корпусе и вышел в отставку в 1784 году, будучи уволенным по прошению и заменен генерал-поручиком А. Б. де Бальменом.
Умер А. Я. Пурпур в 1804 году.
Его сын — Пурпур Карл Фридрих (08.06.1771—03.05.1806), тоже был военным и имел чин генерал-майора.

## Интересные факты
- А. Я. Пурпур некоторое время был непосредственным начальником Григория Орлова.[3]
- Он упоминается в книге Родиона Феденёва «Де Рибас».